# German Truck Simulator
German Truck Simulator (též German Lorry Simulator) je počítačový silniční simulátor z dílny české společnosti SCS Software z roku 2010. German Truck Simulator navazuje na svého předchůdce Euro Truck Simulator (též Euro Lorry Simulator) vydaného v roce 2007. Na rozdíl od něj ale lze jezdit pouze po německých silnicích.
Úkolem hráče v tomto simulátoru je včas a bezpečně dopravovat zboží mezi jednotlivými městy po reálných silnicích a s reálnými kamiony. Základem hry je režim kariéra, ve kterém hráč začíná jako řadový řidič spediční společnosti. Když si vydělá dostatek peněz, může si založit vlastní živnost a poté i společnost.
Jezdit je možné například mezi městy Berlín, Brémy, Dortmund, Drážďany, Duisburg, Düsseldorf, Erfurt, Frankfurt nad Mohanem, Hamburk, Hannover, Kiel, Kolín nad Rýnem, Lipsko, Magdeburk, Mnichov, Norimberk, Stuttgart a Rostock.
Hra obsahuje i editor, pomocí něhož lze vytvořit nebo stáhnout z internetu kamiony, mapy a další přídavky.